# 禁止化學武器組織

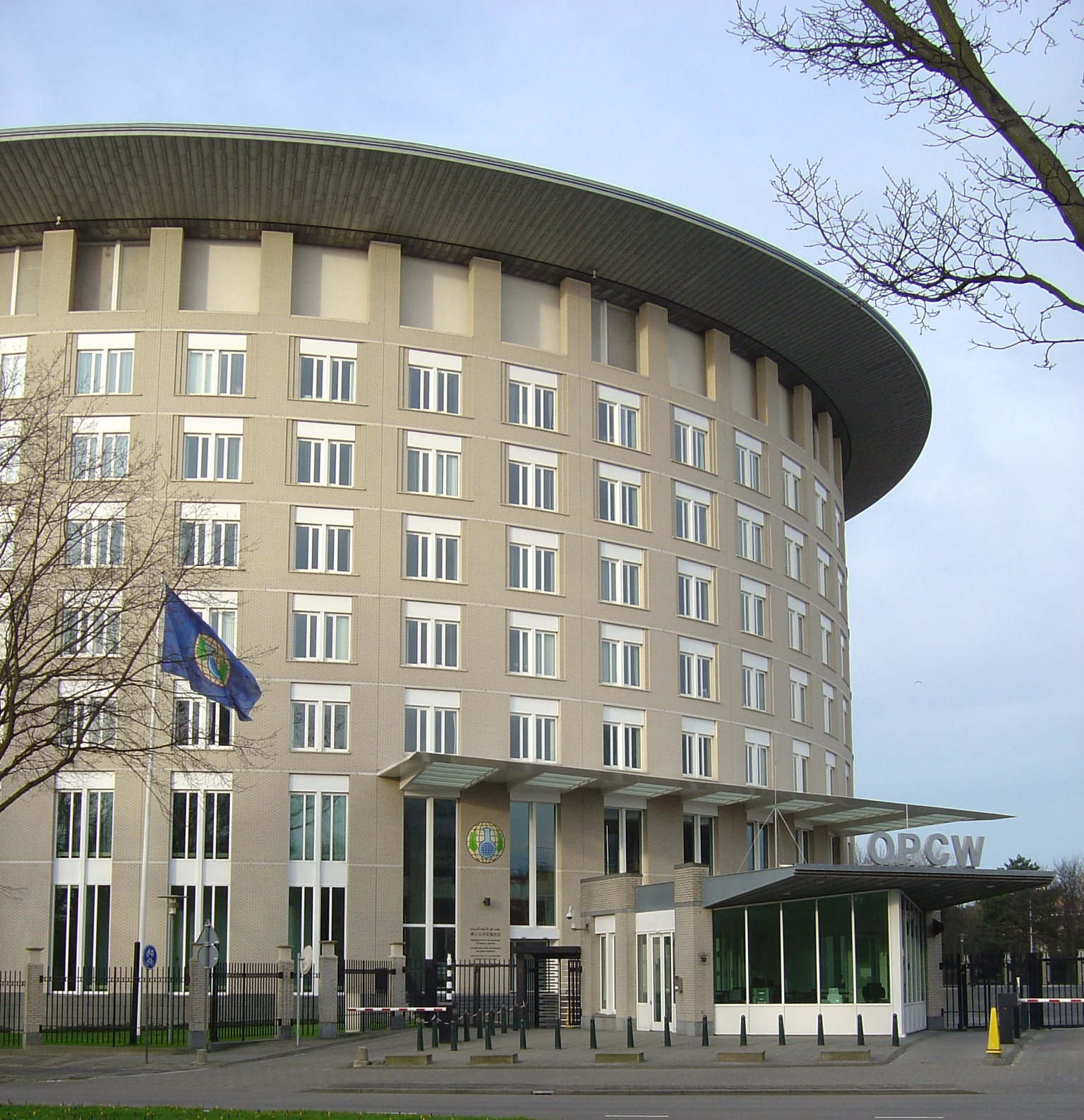
位于海牙的禁止化學武器組織大楼

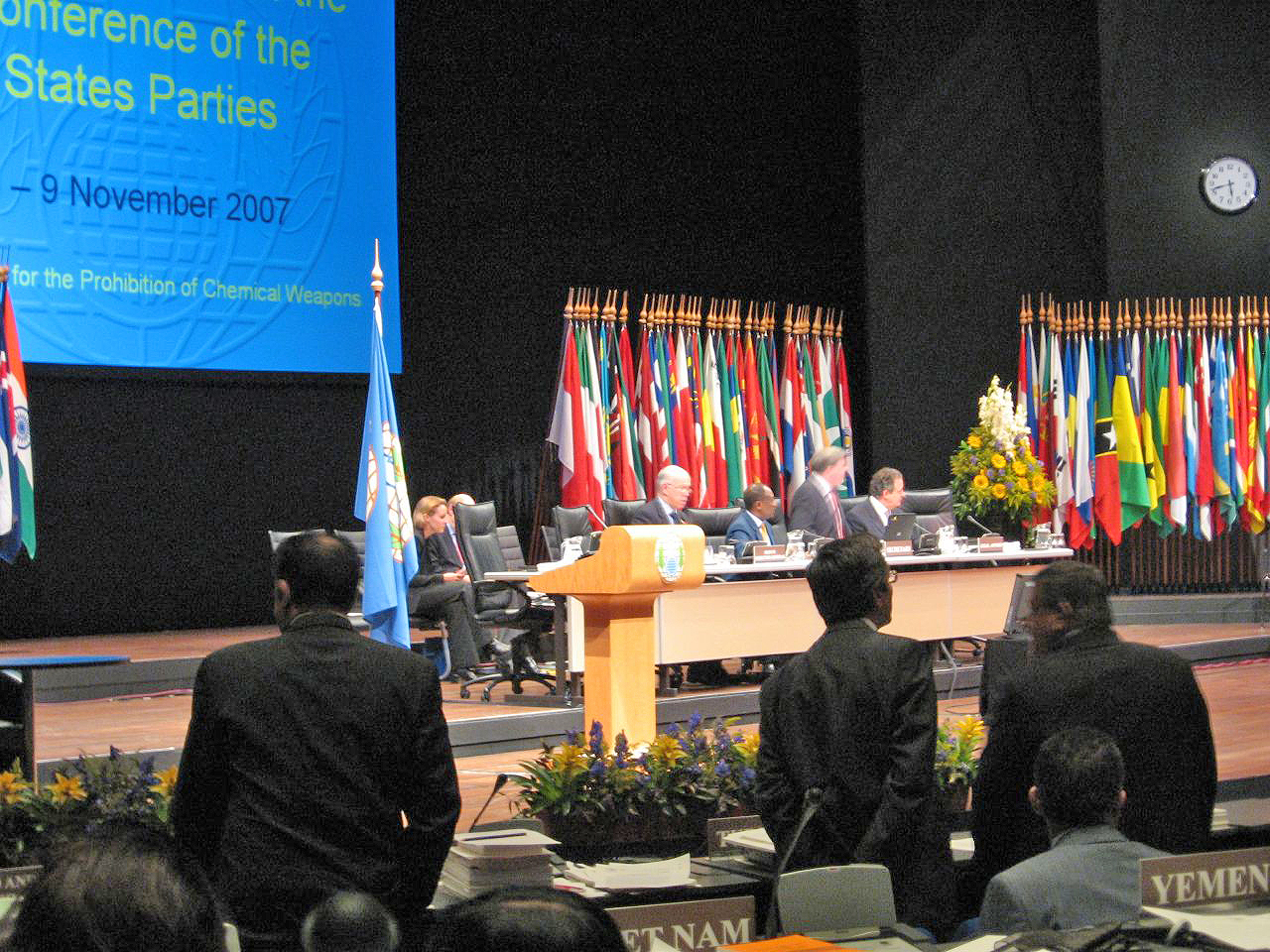
2007年大会

禁止化學武器組織（英語：Organization for the Prohibition of Chemical Weapons），是一個於1997年成立的國際組織，總部設於荷蘭海牙，與聯合國密切合作，是為執行《禁止化学武器公约》而創立的，以實地查察等方式，推行禁用及銷毀化學武器的工作。
2013年10月11日，挪威诺贝尔委员会公布，「因其對消除化學武器的多方努力」，頒授2013年諾貝爾和平獎給禁止化學武器組織。

## 成員國
所有《禁止化學武器公約》締約國均自動成為禁止化學武器組織成員，这包括193个联合国成员国，以及库克群岛、纽埃、巴勒斯坦及圣座。未加入国家中，以色列簽署但并未批准，而埃及、朝鮮和南蘇丹則沒有簽署公約，这四国均被指控有未申报化武。2017年12月，南苏丹表态称尚未做好加入准备。埃及方面表示，若以色列签署《不扩散核武器条约》，埃及将会签署禁止化學武器公約。以色列方面表示，仅当邻近地区全部国家都签署禁止化學武器公約（仅埃及未签署），以色列才会签署该公约。彭博社指出，鉴于与作为成员国的韩国之间意识形态敌对，朝鲜恐永远不会加入OPCW。
2021年4月21日，因被发现内战期间军队多次滥用毒气，叙利亚被剥夺投票权。

## 结构
包括以下几个机构：
1. 缔约国大会：由全体成员国组成，审议《公约》范围内任何问题并做出决定；
2. 执行理事会：41个执理会成员由大会选出，向大会负责，任期两年，是禁化武组织的执行机构；
3. 技术秘书处：协助大会和执理会行使其职能，包括执行《公约》的核查条款。

## 总干事

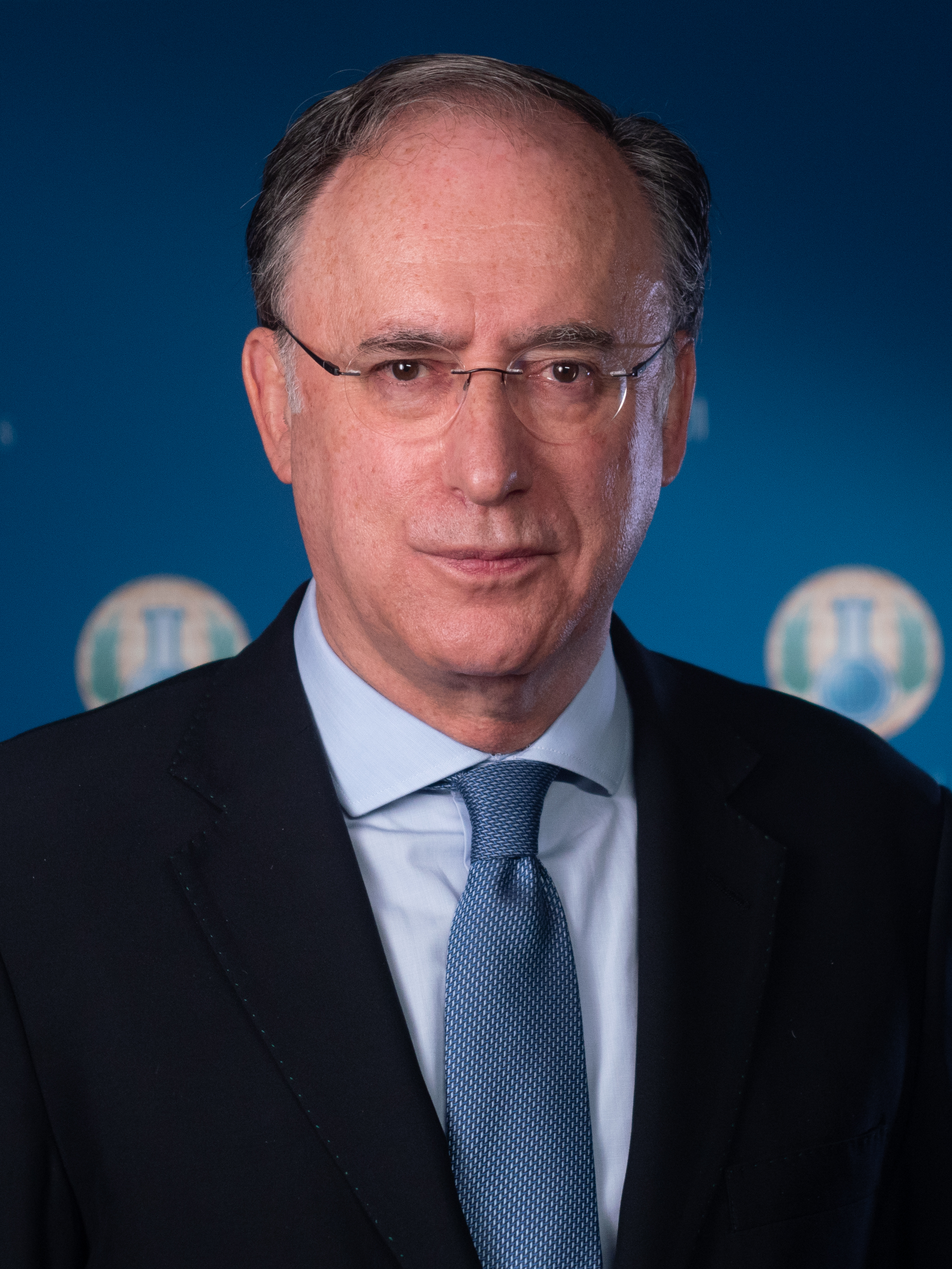
现任总干事费尔南多·阿里亚斯

总干事是该组织的领导人，由大会任命产生，至今共有三任总干事，现任者是来自西班牙的费尔南多·阿里亚斯。
| 国家   | 人物                   | 开始任期      |
| ------ | ---------------------- | ------------- |
| 巴西   | 何塞·毛里西奧·布斯塔尼 | 1997年5月13日 |
| 阿根廷 | 羅赫略·菲爾特          | 2002年7月25日 |
| 土耳其 | 艾哈邁德·于聚姆居      | 2010年7月25日 |
| 西班牙 | 费尔南多·阿里亚斯      | 2018年7月25日 |

總幹事的任期為4年，但第一任總幹事何塞·毛里西奧·布斯塔尼在其第二任期中只任職了一年左右。這是因為成員國對布斯塔尼缺乏信心，所以致使他被解僱。成員國美國指出布斯塔尼共有三個原因讓成員國對其失去信心，分別是：「兩極化和對抗性的行為」、「管理不善」和「在禁止化學武器組織中倡導不合時宜的職位」。
可是，解僱隨後被國際勞工組織行政法庭確定為不當的，並要求禁止化學武器組織賠償布斯塔尼50,000歐元作為精神損害賠償、給予他第二任期的所有工資、並代他交付法律費用。

## 與聯合国的關係
此組織並非聯合國的下屬機構，但與聯合國在政策和實際問題上合作。於2000年9月7日，禁止化學武器組織和聯合國簽署了合作協議。該協議列出了他們將會合作的項目。自此，禁止化學武器組織的調查員便可用聯合國通行證到達目標國。同時，联合国区域集团亦會監管禁止化學武器組織的執行理事會，並提供非正式的討論平台。

## 2013年諾貝爾和平獎
2013年，禁止化學武器組織獲頒諾貝爾和平獎，表彰其「對消除化學武器的多方努力」。在官方公佈得主的1小時前，挪威廣播公司就已經洩漏禁止化學武器組織獲獎的消息了。
授獎獻詞的用語極具針對性，包括「最近在敘利亞发生的事件中，化學武器再度被滥用」「尤其是美國與俄羅斯，沒有遵守於2012年4月的最後期限前銷毀WMD的規定」。此次授獎，顯然是對國際危機的及時回應。

## 外部連結
- opcw.org 禁化武組織官方網站 （页面存档备份，存于）